# Kasteel van Miromesnil
Het Kasteel van Miromesnil (Frans: Château de Miromesnil) is een kasteel in de Franse gemeente Tourville-sur-Arques. Het kasteel is een beschermd historisch monument sinds 1945.
Het kasteel werd gebouwd in de 16e en 17e eeuw. Armand Thomas Hue de Miromesnil, minister onder koning Lodewijk XV, bezat het kasteel in de 18e eeuw. Schrijver Guy de Maupassant werd in 1850 in het kasteel geboren.
In de kasteeltuin van 10 ha bevinden zich een traditionele moestuin, een Libanonceder van meer dan 200 jaar oud en een kapel met glasramen en beschilderde beelden uit de 16e eeuw.